# Étienne-Antoine-Alfred Lelong
Pour l'artiste français, voir Epsylon Point.
Étienne-Antoine-Alfred Lelong, né à Châlons-sur-Saône en 1834 et mort à Nevers en 1903, est un prêtre catholique français, évêque de Nevers de 1877 à 1903.